# Frøslevlejren
Frøslevlejren var under besættelsen en dansk interneringslejr i Frøslev Plantage ved Frøslev i Sønderjylland. Efter besættelsen hed lejren Fårhuslejren, hvor landssvigere og medlemmer af det tyske mindretal i Sønderjylland, der havde samarbejdet med besættelsesmagten, blev indsat. Senere blev den til Padborglejren, hvor militæret havde kaserne. I dag hedder lejren igen Frøslevlejren og huser forskellige museer. Desuden findes Frøslevlejrens Efterskole som kendes på profilfagene film/lyd/lys, musik, teater og dans.

## Under anden verdenskrig
Da Danmark den 29. august 1943 brød med samarbejdspolitikken, indførte den tyske værnemagt fængsel, deportation og dødsstraf for sabotage og anden illegal virksomhed. Forholdene i de nazistiske koncentrationslejre var i Danmark kun kendt i begrænset omfang, men deportationerne vakte forfærdelse i den danske befolkning.
I marts 1944 accepterede den tyske besættelsesmagt et forslag fra dansk side om at opføre en lejr på dansk grund, så deportationer til kz-lejr kunne undgås. Tyskerne krævede, at lejren blev opført tæt ved grænsen til Tyskland, og et område i Frøslev plantage blev udpeget. Det skulle dog vise sig, at tyskerne ikke levede op til aftalerne, idet omtrent 1600 Frøslevfanger faktisk blev ført videre til kz-lejr. Ca. 220 af dem omkom.
Frøslevlejren blev taget i brug i 13. august 1944, og de første 741 indsatte kom fra Horserødlejren. Lejren sorterede under det tyske sikkerhedspoliti og havde tysk ledelse og tysk vagtmandskab, men en særlig dansk forvaltning, som ingen beføjelser havde i selve lejren, stod for forplejning og visse andre forsyninger, så fangerne led ingen nød, hvad angik mad og sundhedstilstand. Mange blev skånet for sult, sygdom og død i de tyske kz-lejre.
Ca. 12.000 danskere passerede Frøslevlejren i de ni måneder, den fungerede. Mod krigens slutning husede lejren omkring 5.500 fanger, det største antal på en gang.
Kun tre fanger blev dræbt under opholdet i lejren. To omkom, da de under flugtforsøg løb på minerne rundt om lejren. Den tredje blev skudt af en tysk vagtpost, da han kom for tæt på hegnet rundt om lejren. Til minde om ham står en mindesten mellem to af barakkerne.
Der var ca. 20 flugtforsøg fra lejren, og godt halvdelen lykkedes.
Den svenske grev Folke Bernadotte arbejdede for at få skandinaviske fanger ud af de tyske lejre. Samtidig blev der ført forhandlinger mellem det danske departementchefstyre og tyskerne. Som resultat af begge tiltag blev mange skandinaviske kz-fanger hentet hjem fra Tyskland med "De hvide busser".
I marts og april 1945 blev 10.000 danske og norske fanger hjemført fra Tyskland. I en periode boede nogle af de hjemvendte kz-fanger i Frøslevlejren. Heriblandt var nogle af de 1.960 danske politifolk, der den 19. september 1944 blev arresteret og deporteret til Tyskland.
- Jublende kvinder foran kvindebarakken, 5. maj 1945.

## Fårhuslejren
Fra den 5. maj 1945 blev lejren brugt som internerings- og straffelejr for dem, den sønderjyske modstandsbevægelse og siden politiet arresterede med henblik på Retsopgøret efter besættelsen. I juni 1945 blev lejren omdøbt til Fårhuslejren, opkaldt efter den nærliggende landsby Fårhus. Det nye navn opstod, fordi der ikke skulle ske forvekslinger mellem at have siddet i Fårhuslejren og Frøslevlejren.
Årsagen til, at en stor del af fangerne var fra Det tyske mindretal i Sønderjylland, var hovedsagelig mindretallets selvvalgte skæbnefællesskab med Nazi-Tyskland og deraf følgende modsætning til Danmark. Det tyske mindretal blev stærkt nazificeret efter Adolf Hitlers magtovertagelse i 1933.
Fra 17. maj til 11. juli 1945 var Interneringslejrens Frøslevs lejrkommandant Poul Martin Digmann (1900-1969), som under tysk fangenskab i Frøslevlejren var udnævnt til dansk lejrleder og forbindelsesofficer mellem fangerne og den tyske lejrledelse. Han formåede at sætte skik på både Fårhuslejrens ca. 3.500 internerede og på overvågningsmandskabet fra modstandsbevægelsen og Den Danske Brigade. Af de cirka 4.600 afsonere i Fårhuslejren fra 1945 til 1949 kom cirka. 3.000 fra det tyske mindretal.
5. august 1945 overtog Fængselsvæsenet administrationen og bevogtningen, og lejren var nu en statslig straffeanstalt for landssvigere. Antallet af internerede var bragt ned på ca. 600. Fårhuslejren blev nedlagt i oktober 1949.

## Efter Fårhuslejren
I november 1949 overtog den danske hær lejren til kaserne, nu under navnet Padborglejren.
Fra 1968 til 1975 blev lejren brugt som kaserne og lager for Civilforsvaret (senere Redningsberedskabet) nu Beredskabsstyrelsen. I de følgende år var lejren depot for sygehusberedskabsmateriel.
Frøslevlejrens Museum åbnede i 1969 og informerer primært om Frøslevlejren 1944-45, da lejren husede det tyske sikkerhedspolitis fanger i Danmark, samt om deportationerne af fanger til KZ-lejre i Tyskland. Museet, som er en enhed under Nationalmuseet, ligger i lejrens fangeområde, og udstillingen er placeret i hovedvagttårnet og den tidligere fangebarak H4. Frøslevlejren er en af Europas bedst bevarede tyske fangelejre fra anden verdenskrig, og fangeområdet har i dag status som nationalt mindesmærke. På museets område findes desuden udstillinger om Amnesty International og en naturudstilling fra Naturstyrelsen, samt et FN-museum, et Hjemmeværnsmuseum og en Informationsbarak for Redningsberedskabet.
Den 10. oktober 1995 blev Frøslevlejrens Efterskole indviet. Skolen drives på grundlag af Grundtvig og Kold.
I marts 2013 åbnede Frøslevlejrens Museum en permanent udstilling om tiden umiddelbart efter anden verdenskrig, hvor Frøslevlejren under navnet Fårhuslejren fungerede som interneringslejr og straffelejr for landssvigere.